# Мідхат-паша

Мідхат-паша (тур. Ahmet Şefik Mithat Pasha) (жовтень 1822, Стамбул – 8 травня 1883) - державний діяч Османської імперії. Був активним прозахідним реформатором. За походженням болгарський мусульманин.

## Біографія
Мідхат-паша народився в 1822 р. у Стамбулі в сім’ї кадія, що постійно переїжджали з міста в місто, і одержав традиційну освіту. У 1838 р. він надійшов у школу цивільних чиновників - перший навчальний заклад такого роду в Османській імперії. Програма школи передбачала ряд предметів, які вивчалися не в медресе: французька мова, арифметику, геометрію, географію: Проте, оскільки програма ця залишилася на папері. Мідхат покинув навчальний заклад, що мало що могло додати до його знань.
Декілька років Мідхат проробив у скромній посаді писаря в канцелярії першого секретаря великого візира, потім був посланий у провінцію і працював у Сирії, Конье, Кастамону. Поїздки в Сирії й Анатолієві дали йому реальне уявлення про життя в країні, про положення в її системі керування. 
Повернувшись у Стамбул і оселившись тут уже зі своєю сім’єю, Ахмед Мідхат став працювати в протокольному відділі Вищої юридичної ради, що займались підготуванням законопроєктів і, деякими іншими питаннями юридичного характеру. Участь у засіданнях ради дозволило Мідхату познайомитися з найвизначнішими турецькими сановниками, що звернули увагу на спроможну молодого людину.
Дії Мідхата одержали високу оцінку Порти, тому що йому вдалося повернути скарбниці велику суму, привласнену відкупниками в Дамаску й Алеппо. І коли в 1852 р. великий візир Мустафь Реишд-паша став головою Вищої юридичної ради, він доручив Мідхату протоколювання найбільше важливих засідань і початків робити йому свою підтримку.

### Поїздка в Болгарію (1855)
У 1855 р. великий візир Кибрисли Мехмед-паша доручив Мідхату «навести порядок» у Болгарії, охопленої повстанським прямуванням, що посилилося в зв’язку з Кримською війною. Остання обставина робила місію Мідхата особливо важкої. Болгарський народ відчував особливий підйом, покладаючи на Росію[джерело?] свою надію на звільнення від турецького ярма.
За шість місяців Мідхат об’їздив майже всю Болгарію. У його розпорядженні знаходилися турецькі солдати. За допомогою жорстоких репресій і в змові з чорбаджіями, що зостались вірними турецькому уряду, йому вдалося придушити антитурецькі виступи. Багато болгар були страчені без суду і слідства. Деякі були відправлені в Стамбул і там стали перед турецьким судом.
Мідхат виступив у Болгарії в ролі затятого захисника турецьких інтересів. Він не зупинявся ні перед якими репресіями, щоб зберегти Османської імперії цю її провінцію. Водночас характерно визнання їм і деякими іншими представниками правлячої турецької верхівки необхідності шукати нових шляхів для боротьби з національно-визвольним прямуванням, що ширилося. Одним із таких нових засобів повинні були стати провінційні ради при губернаторах. Поїздка Мідхата в Болгарію у великому ступені сприяла просуванню його але службовому східцю.
У 1858 р. Мідхат, залишивши службу, відправлявся в подорож по Європі. Він відвідав Париж, Лондон, Брюссель і Відень, щоб, за його словами, вивчити основи життя європейських країн і причини їхній процвітання. Подорож по Європі зміцнило переконання Мідхата, що Османської імперії необхідні діючі реформи, і не на папері, а на ділі.
Після повернення в Стамбул він обійняв посаду головного секретаря Вищої юридичної ради, а в 1861 р. був призначений губернатором Нишського ейалета й одержав титул ори.
Не припиняючи збройного придушення антитурецьких виступів, тобто діючи давно випробуваними засобами з метою зберігання турецького панування в цьому районі імперії, Мідхат-паша одночасно почав ряд мір, що виділили його з числа турецьких адміністраторів, що відрізнялися крайньою пасивністю і байдужістю до потреб розвитку краю. Так, було почате будівництво доріг, що сприяло деякому пожвавленню торгівлі в ейалеті. Мідхат обіцяв населенню простити податкові недоїмки за два роки і навіть декілька зменшив деякі податки. У невеличкому містечку Шаркей у листопаді 1863 р. він заснував першу в Османській імперії селянську позичкову касу. Для частин військ, що знаходилися в нальоті, він настроїв казарми, що помітно поліпшило положення місцевого населення. У Ніші Мідхат-паша створив перше в Туреччині добродійний заклад, що одержав широку популярність за назвою «ислаххані». Тут діти-сироти могли одержати утворення і навчитися ремеслу.

### Державна діяльність Мідхат-паші наприкінці 1860-х - на початку 1870-х років

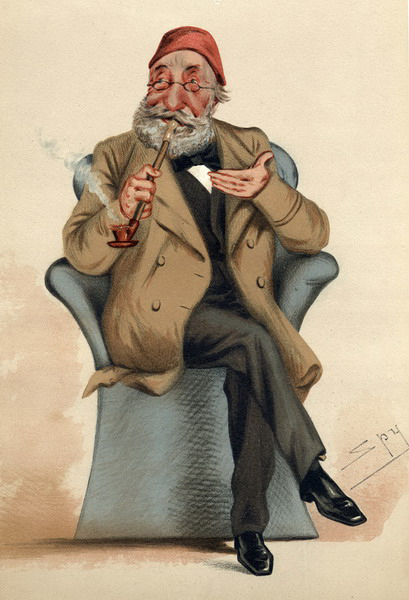
Мідхат-паша (карикатура 1878)

Усунутий із посади генерал-губернатора Дунайського вілайета, Мідхат-паша став головою Державної ради, що можна розглядати як визначене визнання нею реформа юрських заслуг в області державного керування.